# ノルウェー陸軍
ノルウェー陸軍（ノルウェーりくぐん、ブークモール：Hæren、ニーノシュク： Hæren）はノルウェーの陸軍。
ノルウェーは1905年に完全独立を達成し、わずか1世紀の間に第二次世界大戦と冷戦との戦いを耐えなければならなかった。近年のノルウェー陸軍は他のヨーロッパ諸国と同様にアフガニスタンにおける軍事行動に参加している。
ノルウェー陸軍はノルウェー軍の中で最も古い軍種で1628年に創設されている。それ以降、国内外での戦争に参加している。

## 歴史

### 黎明期
1628年、クリスチャン4世はカルマル戦争遂行のため軍制改革を行った。クリスチャン4世は同年1月18日に連隊を組織する命を下した。これによりトロンハイム連隊（Trondhjemske）、バルゲンフース連隊（Bergenhus）、アカーシュシスケ連隊（Akershusiske）、テューンスバルギスケ連隊（Tunsbergiske）、ブフーシススケ連隊（Bohusiske）が組織され、更にイェントラントスケ中隊（Jämtlandske）、アグドシィーデン中隊（Agdesiden）、スタヴァンゲルスケ中隊（Stavangerske）が組織される。これ以外に都市と市場町を守備するための14個中隊が組織され、総兵力は約6,000人を超えた。17世紀はスウェーデンが強大化し、北方戦争などノルウェーは度々脅かされたが、デンマーク＝ノルウェー軍はこれに対抗し、持ちこたえた。17世紀後半のスコーネ戦争では、弱体化していたスウェーデン陸軍相手に逆にスウェーデン領に侵攻するなど健闘している。

### 18世紀から19世紀
18世紀初期、大北方戦争後期にスウェーデンはノルウェーを再度侵攻し、これに対抗するためデンマーク＝ノルウェーは抵抗した。ノルウェー軍は守勢に立たされたものの、スウェーデン王カール12世が1718年に戦死したことで、スウェーデンからの脅威は終わり、それ以降ほぼ1世紀にわたり平和を維持した。
1772年、デンマーク＝ノルウェーは軍隊指揮に使う言語をドイツ語に統一することに賛成する。七年戦争では軍の約半数がシュレースヴィヒ＝ホルシュタインの国境警備に投入されている。
ナポレオン戦争の勃発でデンマーク＝ノルウェーとスウェーデン＝フィンランドは戦争の外に留まろうとした。しかし、クリスチャン7世の決断によりナポレオン軍と戦列を並べることになり、遅かれ早かれノルウェーにも戦火が訪れることは明白であった。1807年までデンマーク＝ノルウェーは正式にイギリスと交戦状態にあった。ナポレオン時代の終焉が近づき、勝利を得た同盟国は1814年にスウェーデンにノルウェーを与えることがキール条約で決められた。この時、ノルウェー副王クリスチャン・フレデリック（後のデンマーク王クリスチャン8世）が反乱を起こし、ノルウェーは1814年5月17日独立を宣言し、クリスチャン・フレデリックが国王に選出された。しかしスウェーデンはノルウェー独立を認めず、王太子カール・ヨハンが軍を率いてノルウェー軍を屈服させた。クリスチャン・フレデリックは王位を捨てて出国し、8月にモス条約が締結されスウェーデンに引き渡されたが、軍はスウェーデンのものと分離され、陸軍は維持された。

### 20世紀以降
1905年6月、ノルウェー議会はスウェーデンに対し91年続いた連合を解消すると決定し、国民投票で圧倒的な独立支持を勝ち得た。これに対しスウェーデン政府は、反対の意を唱え、軍を総動員したことでノルウェー軍も直ちに動員が始められ、緊張状態となったが、スウェーデン王家は事態悪化を懸念し、スウェーデン政府を説得したことで、両国の衝突は回避され、ノルウェーの独立は認められた。
独立から間もなく第一次世界大戦が勃発し中立を維持するも動員してイギリス、ドイツ両国に対し警戒態勢を厳にする。
1920年からノルウェー陸軍は国民民兵で構成されるようになる。この役務は18歳から開始され56歳まで継続する一般義務であった。応召後21歳になれば現役解除され、最初の12年間は予備役に編入される。その後56歳を迎えるまで後備役に編入される。
1940年にナチス・ドイツ軍の侵攻を受けノルウェーの戦いが始まる。優勢なドイツ軍の前に国軍の他軍種は早々に降伏したが陸軍部隊は長期間頑強に抵抗する。伝説的指揮官であるカール・グスタフ・フライシャー陸軍少将（Carl Gustav Fleischer）指揮下の第6師団はナルヴィクの戦いで第二次世界大戦でナチス・ドイツ軍地上部隊に対し最初の大損害を与えるが、最終的に全土が占領され、王家と政府閣僚がロンドンに亡命した後、ノルウェー軍は降伏した。ノルウェーはドイツの傀儡政権であるクヴィスリング政権の支配下に置かれるが、ノルウェー軍兵士が抵抗運動に参加し、それ以外の将兵は中立国スウェーデンやイギリスに亡命しスコットランド旅団（no:Brigaden i Skottland）などに再編成され、戦後までに約4,000人規模を維持していた。
戦後、1947年から1953年までドイツ駐留独立ノルウェー旅団（en:Independent Norwegian Brigade Group in Germany）を派遣し、北大西洋条約機構加盟後は駐独連合国軍の一部として集団安全保障態勢の一翼を担った。戦後10年間は常備旅団と10個動員旅団態勢にあった。
冷戦終結後、陸軍は縮小され侵略からの防衛以外に国際的平和維持活動に注力している。

## 組織
2009年にノルウェー陸軍は新しい指揮系統と統制系統を導入する。陸軍総監は3つの主要指揮系統と、5つの支援部隊を指揮する。実働部隊である北方旅団は北大西洋条約機構の枠組みにおいて極北防衛で最も重要な立場にあり、旅団は任務ごとに大隊以下の単位を編成している。太字の部隊・機関は陸軍総監が管轄する指揮系統である。2009年時点で現役兵総員約7,500人、内徴集兵は約3,900人。予備役兵は約270人。
- 陸軍参謀本部　在トロムス県バルドゥフォス
  - 陸軍兵器学校　在ヘードマルク県レーナ
  - 陸軍士官学校　在オスロ、リンデラッド地区（Linderud）
  - セル＝ヴァランゲル衛戍地（en:Garnisonen i Sør-Varanger）　在フィンマルク県セル＝ヴァランゲル
  - 特殊部隊、国軍特殊作戦コマンドー（FSK）と陸軍猟兵コマンドー（HJK）　在ヘードマルク県レーナ
  - 近衛兵部隊　在オスロ
  - 陸軍作戦支援部（OPS-STØ）
  - 北部旅団　在トロムス県バルドゥフォス 
    - 旅団司令部
    - 機甲大隊　在トロムス県セーテルモエン（en:Setermoen）
    - 第2大隊　在トロムス県シェル（en:Skjold, Troms）
    - テレマーク大隊（機械化歩兵部隊、職業軍人のみで構成される緊急展開部隊）　在ヘードマルク県レーナ
    - 砲兵大隊　在トロムス県セーテルモエン
    - 衛生大隊　在トロムス県セーテルモエン
    - 情報大隊　在トロムス県セーテルモエン
    - 工兵大隊　在トロムス県シェル
    - 通信大隊　在トロムス県バルドゥフォス
    - 電子戦大隊　在トロムス県セーテルモエン
    - 後方支援大隊　在トロムス県バルドゥフォス
    - 陸軍下士官学校　在ヘードマルク県レーナ
    - 猟兵中隊（特殊部隊）
    - 憲兵中隊　在トロムス県バルドゥフォス

国軍統合機関
- 後方支援・運用支援能力センター　在アーケシュフース県セスヴォルモエン（en:Sessvollmoen）
  - 国軍大学校（FHSK）
  - 国軍核生物化学兵器学校（FABCS）
  - 輸送中隊（TRSPKP）
  - 国軍弾薬爆発物処理学校（FAES）
  - 国軍憲兵学校（FMPA）
  - 国防輸送学校（FKV）

## 装備
以下は2009時点における内容。

### 車両
- レオパルト2A4戦車 × 52輌
- レオパルト1A5NO戦車 × 20輌
- CV9030N歩兵戦闘車 × 104輌
- M113装甲兵員輸送車 × 523輌
- XA-180/XA-200装甲兵員輸送車 × 75台
- メルセデス・ベンツ・GクラスSUV
- イヴェコ LMV軽装甲車
- スカニア社製トラック
- Bv206装軌装甲車

### 火砲
- M109A3GN 155mm自走榴弾砲 × 56輌
- MLRS × 12輌
- M-106A1 107mm自走迫撃砲 × 24輌
- M-125A2 81mm自走迫撃砲 × 12輌
- L16 81mm 迫撃砲 × 226門

### ミサイル
- NM142 TOW-ATM搭載装甲車 × 97輌
- ERYX対戦車ミサイル × 424基
- TOW/TOW2対戦車ミサイル × 286基

### 小火器
- グロック17拳銃
- H&K USP（特殊部隊用）
- H&K MP5短機関銃
- H&K MP7短機関銃
- AG-3小銃
- H&K HK416小銃
- ディマコ C8 SFW（特殊部隊、HK416に更新中）
- ラインメタルMG3汎用機関銃
- FN MAG汎用機関銃
- ミニミ軽機関銃分隊支援火器（特殊部隊用）
- ブローニングM2重機関銃
- バレットM82対物狙撃銃
- NM149対人狙撃銃
- H&K MSG-90対人狙撃銃（特殊部隊用）
- H&K HK79擲弾発射器
- H&K AG36擲弾発射器（特殊部隊用）
- M72 LAW対戦車ロケット弾
- カールグスタフ無反動砲 × 2,517門
- RBS 70携帯地対空ミサイル
- ピオルン（英語版）携帯地対空ミサイル[2]

## 階級
| 士官                     |                       |   |                 |
| 陸軍大将                 | General               |   | OF-9            |
| 陸軍中将                 | Generalløytnant       |   | OF-8            |
| 陸軍少将                 | Generalmajor          |   | OF-7            |
| 陸軍代将                 | Brigader              |   | OF-6            |
| 陸軍大佐                 | Oberst                |   | OF-5            |
| 陸軍中佐                 | Oberstløytnant        |   | OF-4            |
| 陸軍少佐                 | Major                 |   | OF-3            |
| 陸軍大尉                 | Kaptein Rittmester    |   | OF-2            |
| 陸軍中尉                 | Løytnant              |   | OF-1            |
| 陸軍少尉                 | Fenrik                |   | OF-1            |
| 相当する階級なし         |                       | - | OF(D)           |
| 相当する階級なし         |                       | - | Student Officer |
| 准士官および下士官、兵卒 |                       |   |                 |
| 陸軍上級准尉             | Sjefssersjant         |   | OR-9            |
| 陸軍准尉                 | Sersjantmajor         |   | OR-9            |
| 陸軍上級曹長             | Kommandersersjant     |   | OR-8            |
| 陸軍曹長                 | Stabssersjant         |   | OR-7            |
| 陸軍1等軍曹              | Oversersjant          |   | OR-6            |
| 陸軍2等軍曹              | Sersjant 1.Klasse     |   | OR-5            |
| 陸軍3等軍曹              | Sersjant              |   | OR-5            |
| 陸軍上級伍長             | Korporal 1.Klasse     |   | OR-4            |
| 陸軍伍長                 | Korporal              |   | OR-4            |
| 陸軍兵長                 | Visekorporal 1.Klasse |   | OR-3            |
| 陸軍上等兵               | Visekorporal          |   | OR-2            |
| 陸軍1等兵                | Ledende Menig         |   | OR-1            |
| 陸軍2等兵                | Menig                 |   | OR-1            |

## 兵科
- 戦闘兵科
  - 歩兵科
  - 騎兵科
  - 砲兵科
  - 防空砲兵科
- 管理および支援兵科
  - 工兵科
  - 情報科
- 後方支援兵科
  - 通信科
  - 輸送科
  - 需品科
  - 武器科
  - 衛生科